# SJ AB

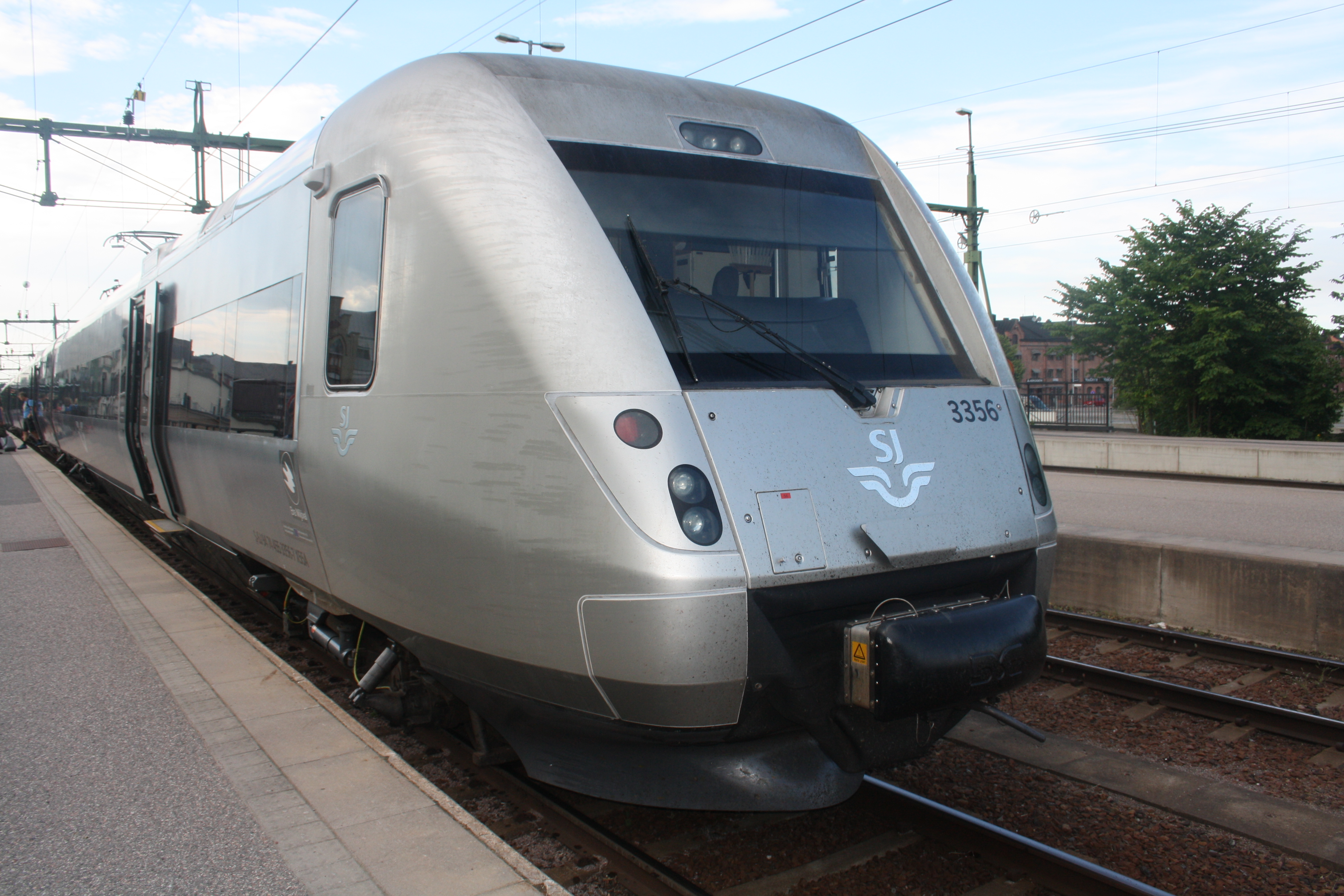

SJ AB는 스웨덴의 국유 철도 회사이다. 2001년 스웨덴 국유 철도가 분사되면서 생겼으며, 스웨덴의 고속 철도, 인터시티 열차 및 일부 지역의 통근 열차를 운행한다.

## 역사
분사 이전의 SJ AB는 스웨덴 국유 철도를 그 전신으로 한다. 1856년 12월 스웨덴에 국유 철도 노선이 개통되면서 스웨덴 국유 철도가 설립되었다. 당시 국유 철도에서 보유하고 있었던 노선은 쇠드라 스탐바난 및 베스트라 스탐바난으로 스웨덴의 2대 간선 철도였다. 국유 철도 구간이 확장되고 소형 사철 회사들을 인수하면서 스웨덴 국유 철도가 계속 성장하였다. 1900년대 초반까지만 해도 스웨덴에는 다양한 사철이 존재하였다. 스웨덴 국유 철도의 첫 100년간 역사는 두 부분으로 나눌 수 있다. 1800년대 후반부터 스웨덴에 국유 간선 철도 노선이 개통되면서 스웨덴 철도 교통의 큰 축을 담당하게 되었다. 1940년대부터 중소형 사철 회사들을 인수하면서 주 간선과 연결되는 노선도 국유 철도에서 담당하게 되었다. 국유화가 진행된 주된 이유는 파산으로 인한 폐선으로부터 철도 노선을 보호하고, 도로 교통의 발달로 인하여 사철로 영업하기에는 이익이 나지 않았기 때문이다. 국유화가 진행되는 동안 과거에 사용되었던 증기 기관차를 대체하기 위하여 Y6 디젤 동차가 널리 보급되었다. 1950년대에 스웨덴 철도는 5만명을 고용하여 당시 스웨덴에서 가장 큰 회사 중 하나가 되었고, 이 시기에 회사 규모도 역사상 최대를 기록하였다. 1960년대부터는 이익이 나지 않는 노선의 운행 중단이 시작되었다.
1963년 스웨덴 국회에서 모든 운송 수단이 스스로 이익을 낼 수 있어야 한다고 결정하였다. 국회에서 이 결정이 내려진 이후 여러 적자 노선이 폐선되고 버스 운송으로 대체되었다. 스웨덴 국유 철도는 버스 대체 운송 노선에 운송 사업자로 진출하여 스웨덴의 최대 버스 회사가 되었다. 폐선 및 폐역의 한 예로, 스톡홀름에서 말뫼로 이어지는 쇠드라 스탐바난에는 1958년 당시 90개의 역이 있었다. 20년 후 원래 역의 약 1/5 정도인 20개 역만이 여객 영업을 하였다. 1980년대에 지방 자치가 시행되면서 주 내부 철도 운행은 각 주에서 책임을 지게 되었다. 각 주는 스웨덴 국유 철도 및 타 철도 사업자에 보조금을 지급하여 주내 철도 교통을 운영하였고, 이는 스웨덴 국유 철도의 수입원 중 하나였다.
1980년대 후반 철도의 환경적 장점과 유가 인상으로 인하여 철도 교통이 재조명되었다. 이 시기에 철도 승객 수송량이 증가하였고 새로운 객차가 도입되었다. 1986년 X 2000 열차를 개발하기 시작하였고, 영업 운행에 투입되었을 때에는 스웨덴 국유 철도의 주요 수입원이 되었다. 2001년 스웨덴 국유 철도가 공기업화되면서 SJ AB를 비롯한 여러 회사가 설립되었다. 나뉘었던 모든 기업은 공기업화 당시에는 전부 국영 기업이었으나 이 중 SJ AB, 그린 카고(화물 영업), 예른후센(부동산 관리)을 제외한 회사만 민영화되었다. 철도 노선의 건설 및 관리는 공기업으로 분사되지 않고 또 다른 정부 기관인 반베르케트로 이관되었다.

## 현재
2001년 이후 철도 교통의 시장 분담은 지속적으로 증가하였다. 시장 분담률 증가의 원인 분석은 환경 문제, 노선 개선 및 증속 등이 있다. 공기업화 이후 SJ는 인수 당시의 노선 중 지방 노선을 폐선하거나 다른 사업자에게 이관하였다. 현재의 SJ AB는 간선 고속 열차 및 지역간 열차에 초점을 맞추고 있다. SJ의 전통적인 수익원은 스웨덴 3대 간선 및 스톡홀름발 장거리 열차였으나, 2009년 철도 사업 독점이 깨진 이후에는 다른 사업자들도 이론적으로는 진입할 수 있게 되었다. SJ는 지역 열차의 운영권을 받아서 여러 지역에서 운영하고 있었으나, 타 국가 사업자가 저가격을 무기로 진출하면서 지역 노선을 많이 잃었다.

## 국내 노선
SJ에서 운영하는 서비스 이름은 SJ Snabbtåg (SJ 2000 및 SJ 3000), SJ InterCity, SJ Regional 및 SJ Nattåg가 있다.

### 고속 열차
SJ 2000은 SJ에서 운영하는 고속 열차의 브랜드 이름이다. SJ 2000은 스웨덴의 유일한 간선 고속 철도로 취급되며 최대 시속 200km까지 운행할 수 있다 (다른 전동차 역시 이 속도를 낼 수 있으나 SJ 2000에 포함되지는 않는다). 별도의 고속 선로를 설치한 간선 노선이 없기 때문에 국제적인 기준에서 보았을 때에는 낮은 속도이다.
1980년대에 스웨덴에서는 선로 고속화 작업을 시작하였고, 그 과정에서 탐구한 해외 사례는 프랑스였다. 1980년대 프랑스의 TGV는 시속 200km대 후반을 기록하고 있었고, 별도의 고속 선로를 사용하였다. 스웨덴의 국내 사정상 별도 선로를 설치하는 것은 낭비라고 생각되었기 때문에 별도의 고속 선로를 설치하는 대신 틸팅 기술을 도입하였다. 1989년에 첫 열차가 반입되었고 1990년 영업 운행을 시작하였다.
도입 당시에는 비즈니스 및 장거리 통근객을 위한 차량으로 설계되었다. 속도 증속 이외에도 기존 객차에 없었던 냉난방이 도입되었다. X 2000 열차의 절반은 X2000 클래스로 분류되었고, 비즈니스 여행객을 위한 무선 전화, 식사 무료 제공 등이 있었다. 나머지는 이코노미 클래스로 분류되어 음식물을 운반하는 트롤리가 운행하였고, 시트 피치도 기존 객차의 104cm에서 90cm로 더 좁아졌다. 이후 등급 명칭은 1등석과 2등석이 되었다.
SJ 2000 열차의 첫 운행 구간은 스톡홀름-예테보리였으며 스톡홀름-말뫼, 스톡홀름-외스테르순드 등으로 연장되었다. 주 운행 구간은 스웨덴의 2대 간선인 스톡홀름-예테보리/말뫼-(코펜하겐)이다. SJ 2000 열차가 제 속도를 내려면 곡률 반경이 크거나 일직선으로 노선이 구성되어야 하며, 구불구불한 노선에서 운행하였을 때에는 시간 단축 효과가 크지 않았기 때문에 스톡홀름-달라르나, 에스킬스투나, 예테보리-말뫼 등 노선에는 다른 열차가 투입되었고, 다른 노선을 운행하였던 차량은 2대 간선의 늘어난 수요를 맞추기 위해서 그 쪽으로 이동하였다. 2000년대 중반에 좌석 및 외관을 개수하였다.

### 인터시티 열차
스웨덴에서 인터시티 열차의 정의는 두 종점 사이가 100km 이상인 열차를 이야기한다. 1980년대 초반에 스웨덴에 처음으로 도입되었으며, 도입 당시에는 스톡홀름-말뫼/예테보리 사이를 중간 정차역 수를 줄여서 정차하는 열차였다. 일부 인터시티 열차는 스톡홀름-달라르나를 운행하였다. 1980년대에 새로 제작되었거나, 1960년대에 제작된 객차 중 개수된 객차 위주로 투입되었다. 차내에는 식당차, 면세점, 놀이방 등이 있었다.
X 2000이 도입되고 일반화된 1990년대 이후에는 인터시티 열차가 일반 여객열차의 자리를 대신 차지하였다. 인터시티 열차의 요구 조건은 점점 낮아졌고, 투입되는 객차 역시 오래된 객차가 증가하였다. 식당차 및 면세점은 더 이상 필수로 운행하지 않아도 되었다. 중간 정차역이나 평균 속도에는 큰 변화가 없었다.
1990년대에는 독일의 InterRegio 모델을 도입하여 인터시티 및 지역 열차를 혼합한 열차를 운행하기 시작하였다. 개수된 객차 위주로 편성되었고 식당차가 같이 운행하였다. 대부분 열차는 멜라르달렌 및 서부 스웨덴 지역으로 운행하였다. 운행 결과 InterRegio 모델은 스웨덴에서 어울리지 않는다고 판단하였고, 사용되었던 객차는 일반 인터시티 영업용으로 재사용되었다.

### 지역 열차
SJ 2000 및 인터시티 열차보다 더 짧은 거리를 운행하고 더 자주 서는 열차를 통칭한다. 법적 정의는 두 종점 사이가 50~100km인 열차를 이야기한다. SJ의 지역 열차는 운행 거리가 100km 이상이었기 때문에, 일부 인터시티 열차가 특정 지역 내에서는 지역 열차와 같은 속도로 운행하도록 하였다. (예: 예테보리-외레브로-스톡홀름) 인터시티 열차에 편성되는 식당차도 같이 연결되었다.
현재의 SJ는 지역 열차 시장에서 많은 운영권을 잃었거나 포기하였다. 남아 있는 지역 열차의 대부분은 멜라르달렌 호 주변 및 예블레-스톡홀름-린셰핑, 스톡홀름-에스킬스투나, 스톡홀름-베스테로스/할스베리 등이다. 이 구간에는 X40 2층 열차가 투입된다. 지역 열차의 특성 상 정차가 잦으므로 가감속력 및 최고 속도가 높은 전동차가 투입된다. 스웨덴 내의 많은 지역 열차는 보조금 및 입찰을 통하여 운행된다.

### 야간 열차
야간 열차는 예테보리-두베드, 말뫼-두베드(동계 운행), 스톡홀름-두테드/스톨리엔, 말뫼-스톡홀름, 예테보리/스톡홀름-룰레오/나르비크 구간에서 운영된다. 북부 노를란드 지방으로 운행하는 예테보리/스톡홀름-룰레오/나르비크 구간의 야간 열차는 2007년 SJ AB가 입찰을 통하여 운영권을 얻었으며, 2008년부터 5년간 유효하였다. 일부 야간 열차 영업에는 베올리아가 진출하였다.
야간 열차에는 2등석 객차, 침대차, 식당차가 편성되며 Rc 기관차를 사용한다.

## 국제 노선
현재 운행하는 국제 노선은 덴마크 및 노르웨이 방면이다.

### 노르웨이
스톡홀름-나르비크 간 야간 열차 및 베름란드 선 경유 스톡홀름-오슬로 간 열차를 운행한다. 노르웨이행 열차는 인터시티로 운행하나 구간 수요가 대부분을 차지한다. 오슬로행 열차는 코펜하겐행 열차보다 더 적게 운행되며 SJ 2000은 노르웨이로 운행하지 않는다.

### 덴마크
스톡홀름-코펜하겐 간 SJ 2000 열차가 매일 왕복 5편성, 예테보리-코펜하겐 간 인터시티 열차가 매일 왕복 6편성 운행한다. 말뫼-스톡홀름 간은 SJ 2000 및 야간 열차가 운행한다. 2011년 2월 1일 SJ에서는 코펜하겐에 첫 사무소를 개설하였다. 2012년 4월 10일 예테보리-코펜하겐 간 운행하였던 X 2000 열차를 재정상 이유로 인터시티로 전환하였다.

### 과거 국제선 열차
2010년 10월 10일부터 2011년 10월 2일까지 SJ는 덴마크 오덴세까지 SJ 2000 열차를 운행하였다. 오전에 1편성의 열차가 오덴세발 스톡홀름행으로, 오후에는 스톡홀름발 오덴세행으로 운행하였다. SJ는 덴마크 내 다른 도시 및 독일까지 차량을 운행하려고 하였으나, 무기한 운행을 중단하였다.
2000년대 초반에는 스웨덴, 노르웨이, 덴마크가 합작으로 스칸디나비아의 세 수도를 잇는 고속 열차 Linx를 운행하였다. 본사는 예테보리에 있었으며, 스톡홀름-카를스타드-오슬로 및 오슬로-예테보리-말뫼-코펜하겐 간을 운행하였다. 인터시티 및 X 2000 열차를 운행하였다. 오슬로-예테보리-코펜하겐 간은 고속 운행에 대한 준비가 되어 있지 않아서 인터시티로 운행하였다. 2004~2005년 수익성 악화를 이유로 중단되었다. 대부분 구간은 이후 SJ가 운행하였고 오슬로-예테보리는 NSB, 예테보리-코펜하겐 간은 외레순토그에서 운행한다.
SJ에서는 말뫼-베를린 간 야간 열차 베를린 나이트 익스프레스(독일 내에서는 스칸디나비아 나이트 익스프레스)를 운행하였고, 트렐레보리-자스니츠 간 페리를 사용하였다. 여름에는 매일 운행하고 평상시에는 매주 3회 운행하였다. 스웨덴-독일 합작으로 운영하였다. SJ 소유 침대차를 사용하였고 독일 내 시간표에서는 유로나이트 열차로 표시되었다. 2011년 11월 5일 영업을 중단하였고 2012년 봄 베올리아에서 운행을 재개하였다.

## 차량
- 기관차: Rc3, Rc6
- 전동차: X2, X50, X52, X55, X40, X12, X31
- 객차: 1980년대 객차

## 같이 보기
- 스웨덴 국유 철도
- 트라피크베르케트